# Park Ji-hoon
Vous pouvez aider à l'améliorer ou bien discuter des problèmes sur sa page de discussion.
- Son texte doit être wikifié : il ne correspond pas à la mise en forme Wikipédia (style, typographie, liens internes, liens entre les wikis, etc.). (Marqué depuis juin 2025)
- Il n’est pas rédigé dans un style encyclopédique. (Marqué depuis juin 2025)

Park Ji-hoon (hangeul : 박지훈 ; RR : Bak Jihun ; MR : Pak Chihun) est un chanteur, danseur et acteur sud-coréen, né le 29 mai 1999 à Masan (Gyeongsang du Sud).

## Biographie

### Jeunesse et formation
Park Ji-hoon naît le 29 mai 1999 à Masan, dans la province de Gyeongsang du Sud. Â l'âge de sept ans, il déménage à Séoul afin de poursuivre une carrière dans le divertissement. Il commence très jeune en tant qu’enfant-acteur et apparaît dans plusieurs séries et comédies musicales, notamment The King and I (2007) et Iljimae (2008),. Très tôt, il développe des compétences en chant, danse et jeu d’acteur.
Il effectue sa scolarité à la School of Performing Arts (SOPA) (en), dans la section « théâtre », une école réputée pour former de futurs artistes du divertissement. Durant ses années de formation, il est stagiaire dans plusieurs agences, où il suit un entraînement intensif en danse, chant et performance scénique. Il est reconnu pour sa discipline, son sérieux et son attitude respectueuse envers ses aînés et ses pairs.

### Carrière

#### Débuts et révélation avecProduce 101

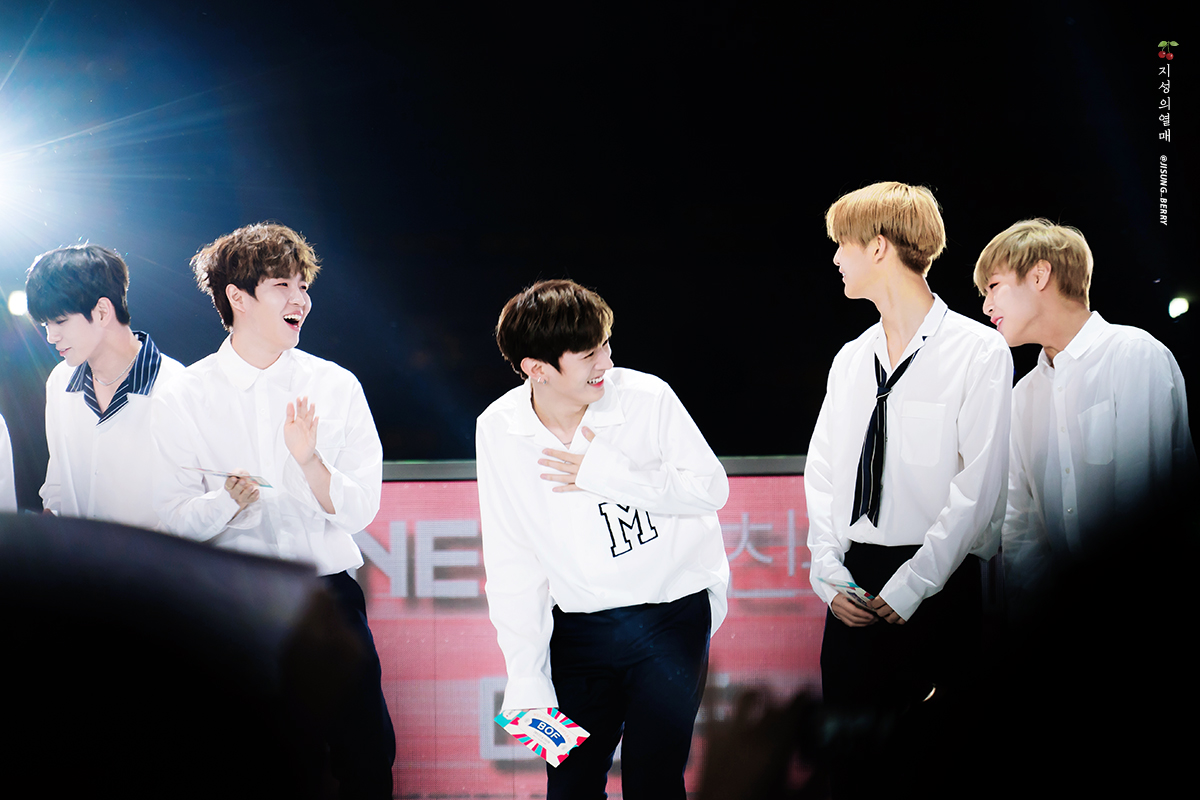
Park Ji-hoon, à droite, en 2017.

En 2017, Park Ji-hoon participe à la deuxième saison de la télé-réalité Produce 101 (en), diffusée sur Mnet. Il se distingue rapidement auprès du public grâce à son expression emblématique « 저장 (jeojang) », qui devient virale. Grâce à ses performances stables et son charisme, il atteint la deuxième place du classement final et devient membre du boy band Wanna One, de 2017 à 2019.
Avec Wanna One, il connaît un succès massif, en Corée du Sud et à l’international. Le groupe enchaîne les succès commerciaux, les récompenses, et participe à plusieurs tournées mondiales. Il y joue un rôle central grâce à sa popularité, son style de danse précis et sa présence scénique marquée.

#### Carrière solo musicale
Après la dissolution de Wanna One en janvier 2019, Park Ji-hoon entame une carrière solo : il sort plusieurs albums, dont O'Clock (2019), The W (2020), Message (2020), et My Collection (2021). Il participe activement à la création de ses œuvres, s’impliquant dans les concepts visuels, les chorégraphies, et parfois dans l’écriture des paroles. Son style musical évolue vers des sonorités plus matures et introspectives.

#### Carrière d’acteur
En parallèle de sa carrière musicale, Park Ji-hoon développe sa carrière d’acteur. Il joue dans plusieurs web-dramas et séries télévisées, comme Love Revolution (2020), At a Distance, Spring is Green (2021), et surtout Héros fragile (2022), dans lequel il incarne le personnage principal, Yeon Si Eun. Ce rôle marque un tournant dans sa carrière, salué pour sa performance intense et maîtrisée. Il reçoit des critiques positives pour sa capacité à incarner des personnages complexes, et gagne en reconnaissance en tant qu’acteur sérieux.

## Personnalité et image publique
Park Ji-hoon est perçu comme un artiste travailleur, discipliné et réfléchi. Bien qu’introverti dans sa vie privée, il est reconnu pour sa concentration et son professionnalisme sur scène et sur les plateaux de tournage. Il est souvent décrit comme respectueux, calme et très déterminé. Il accorde une grande importance à la préparation et au perfectionnement constant de ses compétences, adoptant une approche méthodique dans sa carrière. Cette rigueur lui vaut une image de jeune homme ambitieux, fidèle à la mentalité coréenne de dépassement de soi par l’effort.

## Filmographie sélective

### Long métrage
- 2008 : Summer Whispers (여름, 속삭임) de Kim Eun-joo : le quatrième enfant (premier film)
- 2024 : Audrey (세상 참 예쁜 오드리) de Lee Young-gook : Kang Ki-hoon

### Séries télévisées
- 2006-2007 : Jumong (en) (삼한지: 주몽 편) : le fils du général Sogeum (première série)
- 2008 : Iljimae (일지매) : le fils du village
- 2022 : Remarriage and Desires (블랙의 신부) : le client de Choi Yoo-seon
- 2022-2025 : Héros fragile (약한영웅) : Yeon Si-eun

## Discographie

### Album studio
Avec le boy band Wanna One :
- 1X1=1 (To Be One) (2017)
- 1-1=0 (Nothing Without You) (2017)
- 0+1=1 (I Promise You) (2018)
- 1÷χ=1 (Undivided) (2018)
- 1¹¹=1 (Power of Destiny) (2018)

En solo :
- O’Clock (2019)
- 360 (2019)
- The W (2020)
- Message (2020)
- My Collection (2021)
- Blank or Black (2023)